# KSZO Ostrowiec Świętokrzyski (piłka wodna)
KSZO Ostrowiec Świętokrzyski – polski męski klub piłki wodnej z Ostrowca Świętokrzyskiego. Powstał w 1932 roku jako sekcja KSZO Ostrowiec Świętokrzyski.

## Historia
Jedna z najstarszych sekcji klubu, przyniosła mu wiele sukcesów. Waterpoliści KSZO zdobywali medale Mistrzostw Polski we wszystkich kategoriach wiekowych. Sekcja piłki wodnej została założona w 1932 a pierwszy awans do I ligi wywalczyła w 1936 po zwycięstwie nad Sokołem w Poznaniu.

## Osiągnięcia[2][3]
Mistrzostwa Polski
- 1. miejsce (9x): 1946, 1949, 1972, 1973, 1994, 1995, 1997, 1998, 2001
- 2. miejsce (7x): 1950, 1968, 1974, 1983, 1984, 1985, 1993
- 3. miejsce (16x): 1938, 1957, 1959, 1960, 1961, 1969, 1971, 1979, 1980, 1986, 1988,1989, 1990, 1991, 2000, 2003

 Puchar Polski
- 1. miejsce (1x): 2001

 Mistrzostwa Polski Juniorów
- 1. miejsce (6x): 1985, 1986, 1993, 1994, 2021, 2022
- 2. miejsce (3x): 2007, 2019, 2020
- 3. miejsce (2x): 2005, 2006

 Król strzelców Ekstraklasy
- Piotr Wójcik (2x): 2003, 2004
- Aleksander Ozga (1x): 2020